# 천부경
《천부경(天符經)》은 대종교의 경전 중 하나로, 1975년 교무회의에서 채택되었다. 현재는 환인(桓因)이 환웅(桓雄)에게 전하여 지금까지 내려온 것으로 알려져 있으나, 1917년경 최초의 등장 시에는 단군교의 경전이었다. 실제 세상에 처음 알려진 것은 1917년으로 단군교(檀君敎)에서 처음으로 언급, 유포하기 시작하여 1920년경 전병훈의 《정신철학통편》, 1921년 단군교의 기관지 《단탁》에 의해 세간에 널리 알려졌다. 대종교에서는 한참 후인 1975년이 되어서야 기본 경전으로 정식 채택하였다. 대종교에서는 단군 시기의 가르침이 담긴 경전이라 주장하고 있다. 한국의 사학계에서는 위작이라 보고 있다는 관점이 있으나 이에 대한 드러난 합의는 없다.
전문 81자로, 난해한 숫자와 교리를 담고 있어 여러 가지 다른 해석이 나오고 있으나 현대 한국의 불교계를 비롯한 다양한 분야의 학자들은 대체로 고대 한민족의 종교관, 우주관, 철학관을 담아 낸 것으로 고도의 종교성을 띄고 있음을 인정하고 있다.

## 전래 및 수용
《천부경》은 대종교의 중광(1909년) 당시에는 알려지지 않았으며, 《천부경》이 세상에 처음 알려지게 된 것은 1917년 계연수가 단군교에 《천부경》을 발견했다는 내용의 편지를 보내면서부터이다. 편지에 따르면 계연수는 1916년 9월 9일 묘향산에서 수도하던 도중 석벽에서 《천부경》을 발견하였다고 한다.
동방의 현인 선진(仙眞) 최치원이 말하기를 단군(檀君)의 《천부경》 팔십일 자는 신지(神志)의 전문(篆文)인데 옛 비석에서 발견되었다. 그 글자를 해석해 보고 지금의 묘향산으로 추정되는 백산(白山)에 각을 해두었다 (라고 최치원은 말하였다). 나는 살펴보건대 최치원이 당나라에 가서 진사(進士)가 되었다가 한국에 돌아와서 신선이 되고 난 후 이 경문(經文)이 작년 정사년(丁巳年; 1917년)에 와서 처음으로 평안북도 영변(寧邊) 백산에서 출현하였다. 약초를 캐는 도인 계연수라는 분이 백산의 약초를 캐기 위해 깊은 골짜기까지 들어갔는데 석벽에서 이 글자를 발견하고 조사(照寫)했다고 한다. 나는 이미 《정신철학》을 편성하고 바야흐로 인쇄에 맡길 것을 계획하였을 때 우연히 유학자 윤효정으로부터 《천부경》을 구득하였는데 참으로 하늘이 주신 기이한 일이었다.— 전병훈, 《정신철학통편》(1920년)

1917년 단군교에서 공개한 이후 김용기, 강우 등의 일부 대종교 인사들이 관심을 표명하기도 하였다. 그러나 만주의 대종교 총본사는 《천부경》을 경전으로 수용하지 않았다. 해방 이후 윤세복이 귀국하여 대종교를 재건하였을 때에도 역시 《천부경》은 대종교의 경전으로 인정받지 못했다.
윤세복의 사후 단군교 신자들이 대거 종단에 참여하게 되면서 단군교 계열의 경전들도 다시 주목받기 시작하였다. 1975년에 이르러서야 대종교는 《천부경》과 《참전계경》을 정식 경전으로 받아들였다.

## 전문
전문은 총 81자이다.
| 묘향산 석벽본, 태백일사본 | 묘향산 석벽본, 태백일사본 | 농은 유집본 | 농은 유집본 |
| 원문 | 독음 | 원문 | 독음 |
| --- | --- | --- | --- |
| 一始無始一 析三極無盡本 天一一 地一二 人一三 一積十 鉅無匱化三 天二三 地二三 人二三 大三合六 生七八九 運三四 成環五七 一妙衍 萬往萬來 用變不動本 本心本 太陽昂明 人中天地一 一終無終一 | 일시무시일 석삼극 무진본 천일일 지일이 인일삼 일적십거무궤화삼 천이삼 지이삼 인이삼 대삼합육 생칠팔구 운삼사 성환오 칠일묘연 만왕만래 용변부동본 본심본 태양앙명 인중천지일 일종무종일 | 一始無始一 新三極 無盡本 天一一 地一二 人一三 一積十鉅無匱從 三天二 三地二 三人二 三大 氣合六 生七八九 衷三四 成環五 七一妙衍 萬往萬來 用變不動本 本心本 太陽昂明 人中天地一 一終無終一 | 일시무시일 신삼극 무진본 천일일 지일이 인일삼 일적십 거무궤종 삼천이 삼지이 삼인이 삼대기합육 생칠팔구 충삼사 성환오 칠일묘연 만왕만래 용변부동본 본심본 태양앙명 인중천지일 일종무종일 |

## 판본
재야사학자인 송호수는 천부경의 여러 판본이 전해지고 있다고 주장하며 다음과 같이 정리하였다.
- 묘향산 석벽본

계연수가 1916년 발견하여 1917년 단군교에 보냈다는 판본으로, 계연수는 최치원이 석벽에 새겨놓은 것이라 주장하였다. 현재 여러 천부경의 원본으로 보인다.
대한제국이 망한 7년(정사년; 1917년) 평안도 사람 계연수가 태백산에 약을 캐러 갔다가 신라학사 최치원이 절벽에 갈아 새긴 《천부경》이란 것을 보았으니, 아마도 단군의 신하인 신지(神志)가 전서(篆書)로 비에다가 경을 새겨 두고서 단군의 탄생지에 세워두었던 것이었는데 최치원이 잡힐까 두려워 그 산에 도망해 들어갔다가 이를 해서로 풀어서 다시 새긴 것인 듯하다. 계연수가 이를 이상하게 여겨 탁본해가지고 돌아와서 세상에 전했으니, …— 김택영(金澤榮), 《소호당전집》(1922년)

- 최고운 사적본

김용기가 1925년에 쓴 《단전요의(檀典要義)》에 소개된 것으로, 최국술이 《최문창후전집(崔文昌候全集)》에 실은 천부경의 출전으로 기재되어 있다.
- 최문창후전집본

최국술이 1925년에 쓴 《최문창후전집(崔文昌候全集)》에 출처를 《단전요의(檀典要義)》라고 기재한 천부경이 실려있다.
- 노사 전비문본

김형택이 1957년에 쓴 《단군철학석의(檀君哲學釋義)》에 소개된 것으로, 1920년경 습득한 것이라고 한다.
- 태백일사본

이유립이 1979년에 공개한 《환단고기》에 실린 천부경으로, 최치원의 첩(帖)으로 세상에 전하는 것을 1911년 계연수가 적어넣었다고 한다.
《천부경(天符經)》은 천제(天帝) 환국(桓國) 구전(口傳)의 서(書)다. 환웅대성존(桓雄大聖尊)께서 천강(天降)한 후 신지(神誌) 혁덕(赫德)에게 명하여 녹도문(鹿圖文)으로써 그것을 썼다. 최고운 치원(崔孤雲致遠)이 또한 일찍이 전고비(篆古碑)를 보고 갱부작첩(更復作帖)하여 세상에 전한 것이다.— 이맥(李陌), 《태백일사》

- 농은유집본

민홍규가 2000년에 《뉴스피플》에 기고하면서 알려진 것으로, 민안부(閔安富)의 유품에서 나온 것이라고 한다. 특이사항으로는 일반 천부경이 아닌 갑골문으로 된 천부경이라고 주장하였다. 하지만 이 천부경의 갑골문은 실제 갑골문과 전혀 다른 위작이라는 것이 일반적인 견해이다.

## 비판
역사를 연구하려면 사적 재료의 수집도 필요하거니와 그 재료에 대한 선택이 더욱 필요한지라. 고물이 산같이 쌓였을지라도 고물에 대한 학식이 없으면 일본의 寛永通寶(관영통보)가 箕子(기자)의 유물도 되며, 십만책의 藏書婁(장서루) 속에서 坐臥(좌와)할지라도 서적의 진위와 그 내용의 가치를 판정할 안목이 없으면 후인 위조의 《천부경》 등도 단군왕검의 성언이 되는 것이다.— 신채호, 《조선사연구초》, 조선도서주식회사, 1929년

우리나라는 고대에 진귀한 책을 태워버린 때(이조 太宗의 焚書같은)는 있었으나 위서를 조작한 일은 별로 없었으므로, 근래에 와 천부경(天符經), 삼일신고(三一神誥)등이 처음 출현하였으나 누구의 변박(辨駁)도 없이 고서로 인정하는 이가 없게 되었다.

       그러므로 우리 나라 책은 각 씨족의 족보 가운데 그 조상의 일을 혹 위조한 것이 있는 이외에는 그다지 진위의 변별에 애쓸 필요가 없거니와, 우리와 이웃해 있는 지나. 일본 두 나라는 예로부터 교제가 빈번함을 따라서 우리 역사에 참고될 책이 적지 않지마는 위서 많기로는 지나 같은 나라가 없을 것이니, 위서를 분간하지 못하면 인용하지 않을 기록을 우리 역사에 인용하는 착오를 저지르기 쉽다. — 신채호, 《조선상고사》, 종로서원, 1948

- 단재 신채호는 천부경을 두고 후인이 위조한 것이라 위와 같이 단언하였다. 이에 대해 일각에서는 위의 언급은 “《천부경》이 위작이 아니라 말한 것”이라고 주장[10]하기도 하지만 일반적으로 인정되지 않는다.[11]

- 《환단고기(桓檀古記)》의 〈태백일사〉 "소도경전본훈"에는 《천부경》이 실려 있다. 그런데 《환단고기》에 《천부경》이 존재한다는 사실은 단군교 《천부경》에 따르면 있을 수 없는 일이다. 《환단고기》의 저자인 계연수는 1911년에 《환단고기》를 썼다. 그런데 단군교에 보낸 편지에 따르면, 계연수가 《천부경》을 처음 발견한 때는 1916년이다. 그러므로 계연수는 《환단고기》에 자신이 직접 적어 넣었던 《천부경》을 5년 후에 처음 발견하는 모순에 빠지게 된다.

- 단군교는 원래 나철이 음력 1월 15일에 중광한 종교로서 항일운동의 핵심적인 역할을 하고 있었다. 1910년에 일제에 조선이 병합되기 직전 나철은 대종교로 이름을 바꾸고 만주로 나가 일제와 대립하였다. 이때 이러한 나철의 노선에 반발하였던 정훈모는 수하의 친일파들과 함께 조선에 남아 단군교의 이름을 고수하며 새 종단을 세웠다. 이로써 일제에 대항하는 민족종교인 대종교와 일제의 통치에 순응하는 친일 교단인 단군교가 분리·양립하게 되었다. 현재 최초의 출전으로 지목되는 전병훈의 저서 《정신철학통편》(1920) 에 《천부경》을 전한 윤효정은 당시 단군교의 대선사로 활동하고 있었고, 천부경의 유래를 밝힌 <계연수기서> 에 따르면 계연수는 "《천부경》을 발견, 서울의 단군교당에 전했다"고 하는데, 여기의 단군교당이란 바로 정훈모의 단군교를 말하는 것이다. 더하여 《정신철학통편》에 기재된 《천부경》의 유래는 단군교가 주장한 것과 같은 것으로, 결국 원 출전은 단군교인 것이 확실한 것으로 판단된다.[12]

## 주해서
- 김택영(金澤榮), 《소호당전집》, 1922년[13]
- 계연수, 《천부경요해발(天符經要解跋)》, 1899년[14]
- 단해(檀海) 이관집(李觀楫), 《천부경직해(天符經直解)》
- 이유립, 《천부경요해(天符經要解)》, 1953년

## 같이 보기
- 천부삼경(天符三經)
  - 삼일신고
  - 참전계경
- 환단고기
- 홍익인간
- 천손의식(天孫意識)
- 원시반본(原始返本)
- 천지인
- 태극 (문양)(삼태극)
- 추배도
- 심우도(尋牛圖)
- 일시무시일 일종무종일
  - 반야심경#색즉시공(色卽是空) 공즉시색(空卽是色)
  - 알파와 오메가

## 참고 문헌
- 이 문서에는 다음커뮤니케이션(현 카카오)에서 GFDL 또는 CC-SA 라이선스로 배포한 글로벌 세계대백과사전의 내용을 기초로 작성된 글이 포함되어 있습니다.